# Corneel Mertens
Cornelius (Corneel) Mertens (Antwerpen, 29 januari 1880 - Brussel, 18 maart 1951) was een Belgisch syndicalist en senator voor de BWP.

## Levensloop
Corneel Mertens was elf toen hij als boekbinder begon te werken. In 1911 werd hij secretaris van de Syndikale Kommissie voor boekbinders en verhuisde naar Brussel.
Hij sloot aan bij de Belgische Werkliedenpartij en werd in 1912 lid van het Uitvoerend Bureau van deze partij.
Na de Eerste Wereldoorlog werd hij algemeen secretaris van de Syndikale Kommissie van België (1921) en voorzitter van de Centrale der Boekwerkers (1924). Van 1931 tot 1937 was hij algemeen secretaris van de Syndikale Kommissie van België en vervolgens secretaris generaal van het Belgisch Vakverbond (BVV). Ook op het internationale syndicale vlak was hij actief in het Internationaal Arbeidsbureau (als Belgisch afgevaardigde) en, als ondervoorzitter, in het Internationaal Vakverbond (IVV). Hij ijverde zijn leven lang voor een fusie van alle vakbonden uit de boekindustrie en was de auteur van vele syndicale studies.
In 1925 werd hij gecoöpteerd senator voor de Belgische Werkliedenpartij en vervulde dit mandaat tot in 1949.

## Publicaties
- Le mouvement syndical international, Brussel, 1923.
- La législation internationale du travail, Brussel, 1924.
- Le mouvement syndical en Belgique, Amsterdam, 1925.
- Sprokkelingen (van her en der), Brussel, 1929.
- L'accord de Munich. Où allons-nous?, 1938.
- Veut-on recommencer le jeu? Après Oslo, Zürich?, 1939.
- Les décisions de Zürich, 1939.
- Sur le mouvement syndical. Esquisse sur son origine, ses caractéristiques et son activité, Brussel, 1948.
- Een halve eeuw vakbeweging in vogelvlucht, Gent, 1948.